# Ca n'Oliveres Vell
Ca n'Oliveres Vell és una masia de Lliçà de Vall (Vallès Oriental) inclosa a l'Inventari del Patrimoni Arquitectònic de Catalunya.

## Descripció
És una masia edificada amb cobertes a dues vessants amb el carener centrat. La façana, orientada a migdia, és de maçoneria però conserva part d'un arrebossat. També hi ha zones que presenten ciment i maó. La porta és formada per un arc de mig punt amb tretze dovelles.
Hi ha tres finestres situades a la part superior. Les finestres laterals, realitzades en pedra, presenten una estructura quadrada rematada per un arc pla que reposa sobre unes motllures adossades als muntants de la finestra. A la part superior, sobre el guardapols, apareix una motllura rematada a banda i banda pels típics festejadors que també apareixen a la part superior del guardapols una d'elles amb doble arc. La finestra central és coronella amb dos ulls o arcs realitzada en pedra. Estructura rectangular.
En un edifici a part trobem la pallissa i al costat l'era per batre el gra. Hi ha restes d'una bassa.

## Història
Pel tipus d'edifici, finestres i relleus, es pot datar cap a finals del segle xvi i principis del XVII. D'estil renaixentista però amb certa sofisticació propera al barroc. En una acta de donació conservada a l'arxiu parroquial del 10 de febrer de 1674 es fa menció a la casa.